# Judit met het hoofd van Holofernes (Giorgione)
Judit met het hoofd van Holofernes is een schilderij van de Italiaanse renaissancekunstenaar Giorgione uit circa 1500-1504. Het is een relatief vroeg werk waarin Giorgione invloeden van Giovanni Bellini, Leonardo da Vinci, Albrecht Dürer en de Vlaamse Primitieven heeft verwerkt. 

## Beschrijving
Voor de houding van Judit die met haar linkervoet leunt op het hoofd van Holofernes, de vijand van het Joodse volk die ze zojuist heeft verleid en onthoofd, zijn verscheidene voorbeelden voorgesteld, zoals de bronzen David van Donatello en De droom van de dokter, een gravure van Dürer. Het gezichtstype van Judit en het sfumato van het landschap op de achtergrond wijzen op invloed van Leonardo da Vinci, die in 1500 Venetië bezocht, kort voordat Giorgione dit schilderij maakte. Het glanzende zwaard en de planten op de voorgrond zijn geschilderd in de trant van de Vlaamse Primitieven. Het schilderij is ook in verband gebracht met de Afrodite Ourania (of Venus Urania) die met haar voet op een schildpad rust, oorspronkelijk een beeld van Phidias dat uit klassieke teksten (Pausanias) bekend is.
Voorstellingen van David en Judit als jonge helden die een veel sterkere tegenstander versloegen, hadden vaak een patriottische betekenis in stadstaten als Florence en Venetië. Omdat ze een zwaard als attribuut had, kon Judit tegelijk ook Justitia symboliseren, zoals op het fresco van Titiaan. Op het schilderij van Giorgione lijkt hiervan weinig sprake te zijn. Door de link met de Afrodite Ourania en de verontrustende manier waarop Judits naakte voet in aanraking komt met het afgehakte hoofd, staat dit schilderij aan het begin van de ontwikkeling van de uitbeelding van Judit als femme fatale, die vier eeuwen later zou uitmonden in de freudiaanse interpretatie van Gustav Klimt met zijn Judith I en Judith II.

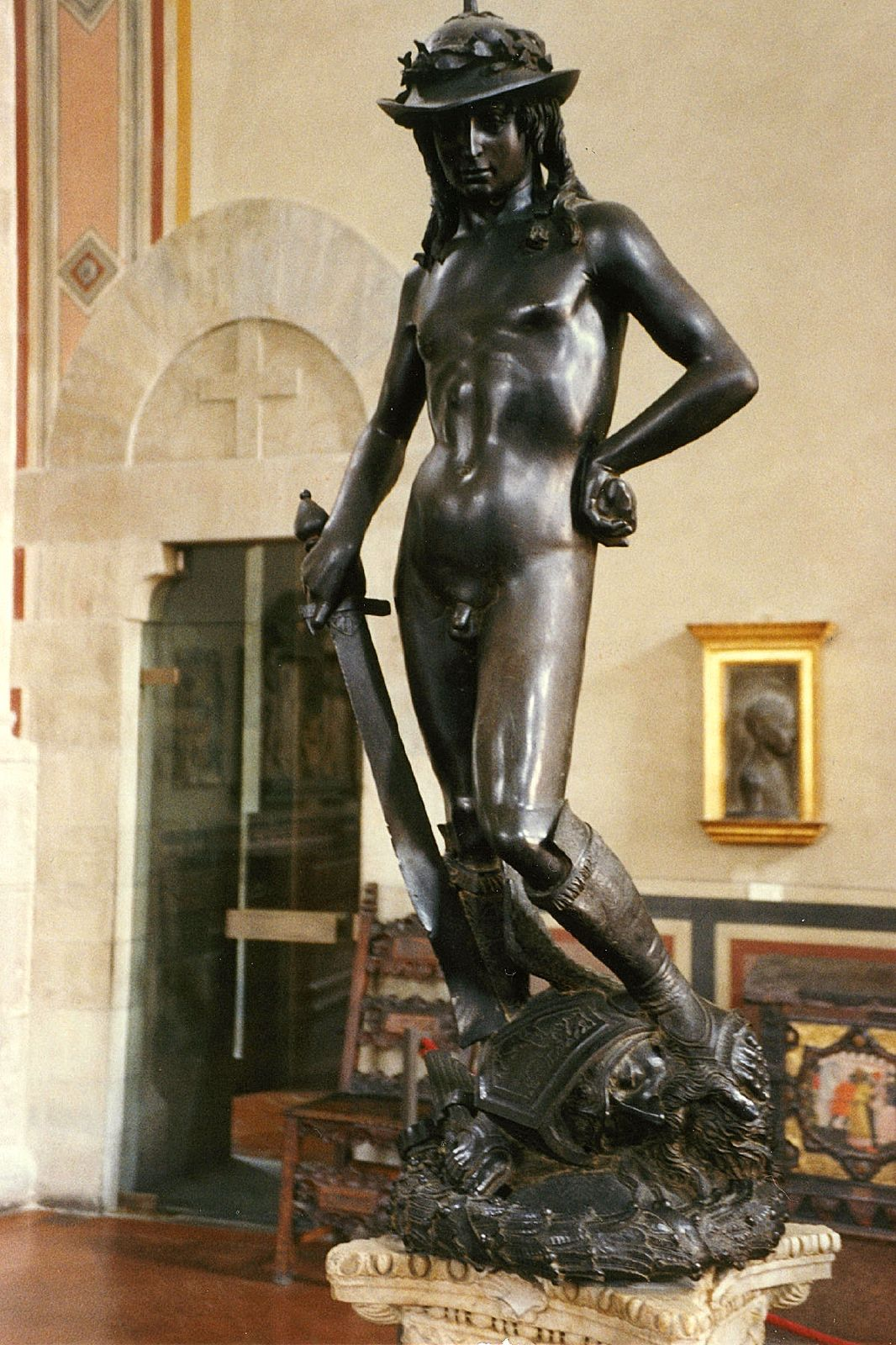
Donatello, David met het hoofd van Goliath, brons, ca. 1450, Bargello, Florence
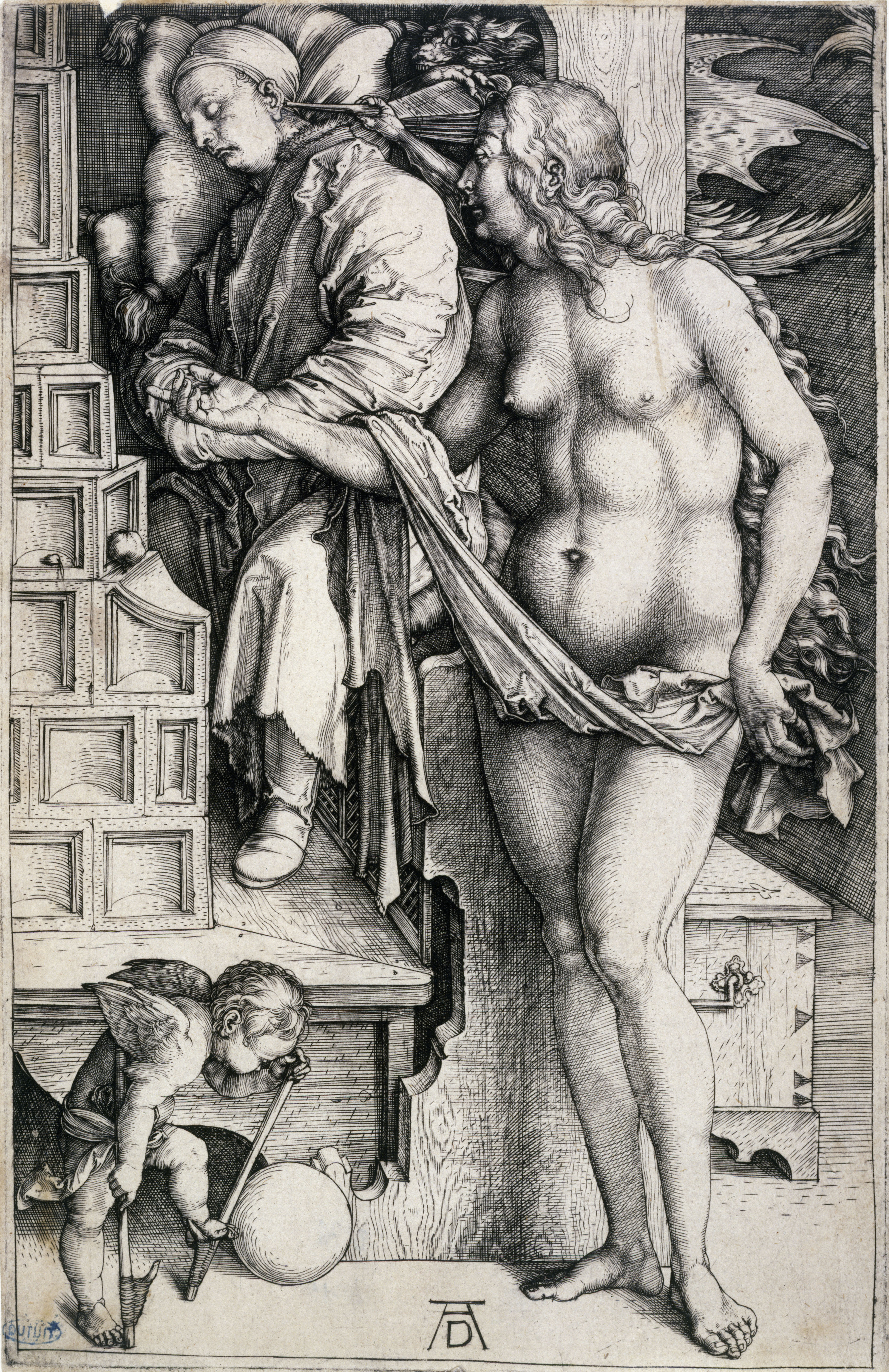
Albrecht Dürer, De droom van de dokter, gravure, ca. 1498
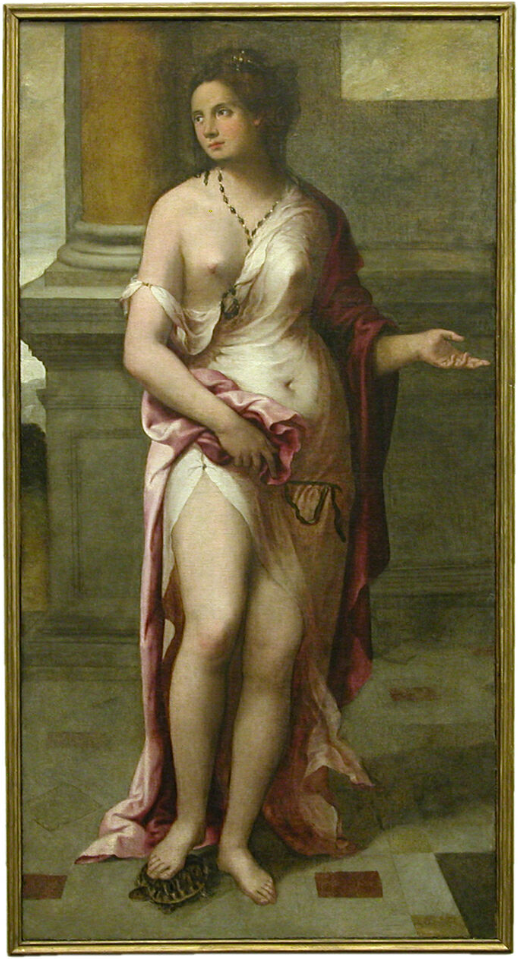
Navolger van Giorgione, Venus Urania, ca. 1550, Galleria Sabauda, Turijn

## Herkomst

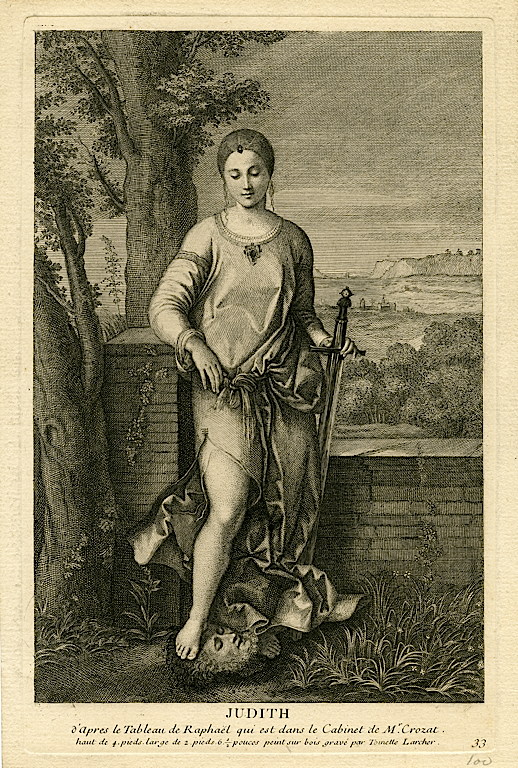
18e-eeuwse prent die het schilderij toeschrijft aan Rafaël.

Het schilderij werd in 1772 verworven voor de Hermitage uit de collectie van L.A. Crozat, Baron de Thiers, in Parijs. Het werd destijds toegeschreven aan Rafaël.